# Pholcus multidentatus
Pholcus multidentatus là một loài nhện trong họ Pholcidae. Loài này có ở quần đảo Canaria.